# شون كومينغز
شون كومينغز (بالإنجليزية: Shaun Cummings)‏ (25 فبراير 1989 بهامرسميث في المملكة المتحدة - ) هو لاعب كرة قدم بريطاني في مركز الدفاع. شارك مع منتخب جامايكا لكرة القدم. أما مع النوادي، فقد لعب مع تشيلسي وميلتون كينز دونز ونادي ريدنغ ونادي ميلوول ووست بروميتش ألبيون.

## مسيرته الكروية
لعب شون كومينغز خلال مسيرته الاحترافية مع 7 أندية في أربعة عشر موسمًا وسجل خلالها هدفين أثنين ضمن 172 مباراة. ولم يفز بأي موسم بالكأس أو بالدوري.
خاض شون كومينغز مسيرته مع نادي تشيلسي في موسم 2007–08 لمدة موسم واحد، لم يشارك في أي مباراة ولم يسجل أي هدف. ثم انتقل إلى نادي ميلتون كينز دونز في موسم 2008–09 لمدة موسم واحد، حيث شارك في 32 مباراة ولم يسجل أي هدف أيضًا. لينتقل بعدها إلى نادي ريدنغ في موسم 2009–10 ليلعب معه ستة مواسم، مشاركًا في 77 مباراة سجل خلالها هدفًا واحدًا. ثم انتقل إلى نادي ميلوول في موسم 2014–15 واستمر معه طيلة ثلاثة مواسم، مشاركًا في 44 مباراة سجل خلالها هدفًا واحدًا أيضًا. هذا وانتقل لاحقًا إلى نادي روذرهام يونايتد في موسم 2017–18 لمدة موسم واحد، مشاركًا في 12 مباراة ولم يسجل أي هدف. ثم انتقل بعدها إلى نادي دونكاستر روفرز في موسم 2018–19 لمدة موسم واحد، مشاركًا في 4 مباريات ولم يسجل أي هدف أيضًا.

## وصلات خارجية
- شون كومينغز على موقع قاعدة بيانات كرة القدم.إي يو (الإنجليزية)
- شون كومينغز على موقع ناشيونال فوتبول تيمز (الإنجليزية)
- شون كومينغز على موقع Soccerbase.com (لاعب) (الإنجليزية)
- شون كومينغز على موقع Soccerway.com (الإنجليزية)
- شون كومينغز على موقع عالم كرة القدم.نت (الإنجليزية)
- شون كومينغز على موقع AS.com (الإسبانية)